# Kalmarunionens flagga

Kalmarunionens flagga.

Kalmarunionens flagga, ibland kallad Nordens flagga, är gul med ett rött nordiskt kors. Den är ursprungligen ett riksbanér som användes av Erik av Pommern som kung över Kalmarunionen.

## Historia
I ett brev från 1430 skrev Erik av Pommern: "rykinsbaner Swa som aer eth röth kors oppa eth gulth fiaeld", och syftade då på sitt 
baner, hans värdighetstecken som unionskung. Användningen av korsbaner infördes bland de kristna furstarna under korstågen och var vanligtvis röda. 
Kungens baner var sannolikt tänkt som en världslig motsvarighet till det vapen som fördes av ärkebiskopen i Lund: ett gult kors i rött fält. Ärkebiskopen var under denna tid primas över hela Norden. Skånska flaggan, Uppsala stifts, samt Svenska kyrkans vapen och flagga är också besläktade med detta vapen. 
Den nordiska flaggan rekonstruerades år 1985 för Helsingborgs 900-årsjubileum. Fram till 2007 användes en likadan flagga inofficiellt som Orkneyöarnas flagga.

## Dimensioner och färger
Flaggan är inofficiell, och färger och proportioner finns inte stadfästa. Ofta används dock den svenska flaggans proportioner (längd 5+2+9=16, höjd 4+2+4=10) eftersom dess kors är ett mellanting mellan den danska flaggans tunnare kors och den finska flaggans bredare.